# Charles Ier Brûlart de Genlis
Charles Ier Brûlart de Genlis, dit Léon, né en 1571 et mort en 1649 est un religieux, officier et diplomate français.

## Biographie

### Famille

Armes de la famille Brûlart : De gueules, à la bande d'or, chargée d'une traînée de sable, accompagnée de cinq barillets du même. Blason de Brulard de Sillery, seigneur de Genlis, de Sillery et de Puisieulx.

Charles Ier Brûlart est le fils de Pierre Brûlart de Genlis (1535-1608), seigneur de Genlis et de Crosne, qui se maria le 10 septembre 1571 avec Madeleine Chevalier (morte vers 1610-1611). Il est le petit-fils de Noël Brûlart de La Borde (1486-1557), secrétaire d'État aux affaires étrangères de Charles IX et d'Henri III, et de son épouse Isabeau Bourdin.
Il fait partie d'une fratrie comptant neuf enfants, dont son frère Pierre Brûlart de Genlis qui sera également abbé de l'Abbaye de Joyenval et conseiller au Grande Conseil de France.
Il aurait épousé la veuve d'un trésorier de France qui était propriétaire d'une terre de 4 000 livres de rente et avec laquelle il aurait eu un enfant.
Il a vraisemblablement fait construire le château de son domaine de Triel, qu'il lègue à son petit-neveu Florimond II Brûlart de Genlis en 1649, à charge de substitution à l'aîné de la branche de Genlis.

### Carrière
Charles Ier de Genlis, seigneur de Chrosne et de Triel, fut chanoine de la cathédrale Notre-Dame de Paris, conseiller au Parlement de Paris, abbé commendataire des abbayes de Saint-Pierre de Neauphle-le-Vieux de 1621 à 1649, qu'il résigne au profit de son neveu Charles II, et de Joyenval.
Il fut également prieur de l'abbaye Saint-Magloire de Léhon en Bretagne, conseiller au Parlement de Paris, conseiller puis doyen du Conseil d'État, ambassadeur de France à Venise (en 1612-1615 et 1631), ambassadeur en Suisse en 1629, et en Allemagne pour sa seconde mission du 13 janvier 1631 au 8 septembre 1631. Il réside alors à Ratisbonne et a pour secrétaire Jean Antoine Scopa chargé des démarches relatives à l'exécution du traité de Cherasco qui sera signé le 21 juin 1631 à la Diète de Ratisbonne en 1630, diplomate pour le François Leclerc du Tremblay (1577-1638), dit le Père Joseph,,.